# گوئیدو لورین
گوئیدو لورین (لهستانی: Guido Lorraine؛ ‏ ۲ سپتامبر ۱۹۱۲ – ۳۱ دسامبر ۲۰۰۹) با نام هنری گای بوروکی بازیگر، خواننده و موسیقی‌دان اهل لهستان بود که بیشتر بابت نقش‌آفرینی‌هایش در فیلم‌های جنگی شناخته می‌شود. او در جریان جنگ جهانی دوم یک گروه نمایش نظامی بنیان نهاد و نخستین خواننده‌ای است که ترانهٔ «گل‌های خشخاش قرمز مونت کاسینو» را برای عامه مردم اجرا کرد.
از فیلم‌هایی که وی در آن‌ها نقش داشته‌است، می‌توان به در دل امواج، پدر براون، روستا و اطلاعات طبقه‌بندی‌شده اشاره نمود.